# La mort du pape Léon XIII
La mort du pape Léon XIII è un cortometraggio del 1903 diretto da Lucien Nonguet.

## Trama
Documentario su Papa Leone XIII.

## Produzione
Papa Leone XIII morì lunedì 20 luglio 1903 alle 16:04. Il Petit Journal Illustré del 2 agosto 1903 presentava il "Corpo di Leone XIII in Vaticano sul letto da parata", che sembra aver ispirato Lucien Nonguet.